# Vision of Fatima
Vision of Fatima（ヴィジョン・オブ・ファティマ）は、京都を拠点に活動しているカオティック・ハードコア、ポスト・ハードコアバンドである。

## 概要
カオティック・ハードコア、ポスト・ハードコア、メロディックハードコア、エモ、激情系等の要素を取り入れた独自の音楽性とステージ上でのアグレッシブかつ過激なライブパフォーマンスが特徴的なバンドである。

## メンバー
- Hoshi Kengo - ボーカル（2012年 - ）
- Kaoru Fujii - ギター/ボーカル（2010年 - ）
- Atsushi  - ギター（2018年 - ）
- Takasuke Kato - ベース/ボーカル（2010年 - ）
- Tomohiro Uchigasaki - ドラム（2023年 - ）

### 旧メンバー
- Mitch Kato - ドラム（2012年 - 2022年）

- Shoki Tashiro - ギター（2017年 - 2018年）
- After - 殺人パンチャー（2013年 - 2017年 / 2018年 - 2019年）
- Nakajima - ギター（2010年 - 2013年）
- Asato - ドラム（2010年 - 2012年）
- Hiroyuki - ボーカル（2011年 - 2012年）
- Yanchi - ボーカル （2010年 - 2011年）